# La Nava
La Nava er en by og kommune i det sydvestlige Spanien i provinsen Huelva. Den har et indbyggertal på 255 (2024) indbyggere.